# Рух опору капітуляції
Рух опору капітуляції — громадське понадпартійне об'єднання громадських організацій, активістів, науковців, діяльність якого спрямована на протидію імплементації політичної частини Мінських домовленостей та на збереження євроатлантичного курсу України.

## Історія
Рух опору капітуляції неофіційно діяв з початку літа 2019 року. Зокрема, засновники руху разом з іншими громадськими організаціями та партіями 10 червня 2019 року провели акцію протесту «Ні капітуляції!» під Офісом Президента України. 17 вересня 2019 року активісти Руху підготували звернення до Президента України Володимира Зеленського «Не допустимо капітуляції!», в якому розкритикували Формулу Штайнмаєра і висунули 10 засад як основу для національної позиції України у переговорах. 19 вересня 2019 активісти Руху опору капітуляції провели акцію під Офісом Президента «Нормандська змова — державна зрада», на якій засудили Формулу Штайнмаєра та вимагали від Президента Володимира Зеленського не закріплювати особливий статус окупованої частини Донбасу в Конституції.
Офіційно про створення Руху опору капітуляції було оголошено 2 жовтня 2019 року.

## Діяльність

### Акції протесту

#### Віче: Зупинимо капітуляцію

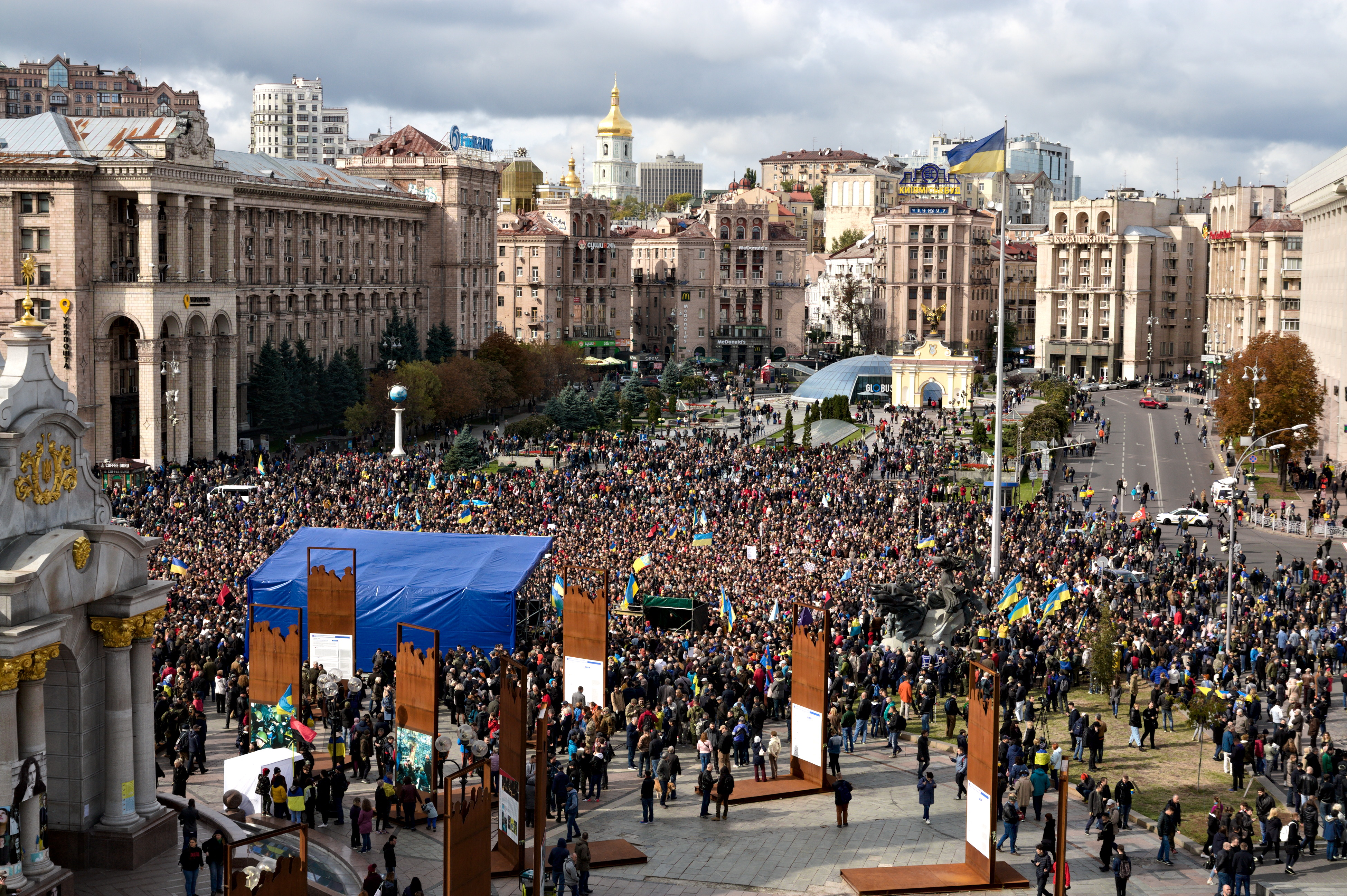
Віче: Зупинимо капітуляцію!

6 жовтня 2019 Рух опору капітуляції провів всеукраїнську акцію протесту «Віче: Зупинимо капітуляцію». Зокрема на Майдані Незалежності в Києві зібралося близько 16 тисяч протестувальників. Протести пройшли в усіх обласних центрах, а також у Кривому Розі, Маріуполі, Мелітополі, Нікополі, Козятині, Славуті, Бердянську, Кременчуку тощо. Окрім того, мітинг «Ні капітуляції» відбувся у Празі.

#### Запитай у Президента
10 жовтня 2019 року активісти Руху опору капітуляції провели пікет Kyiv Food Market, де Президент Володмир Зеленський проводив прес-марафон.

#### Захисти українців Донбасу!

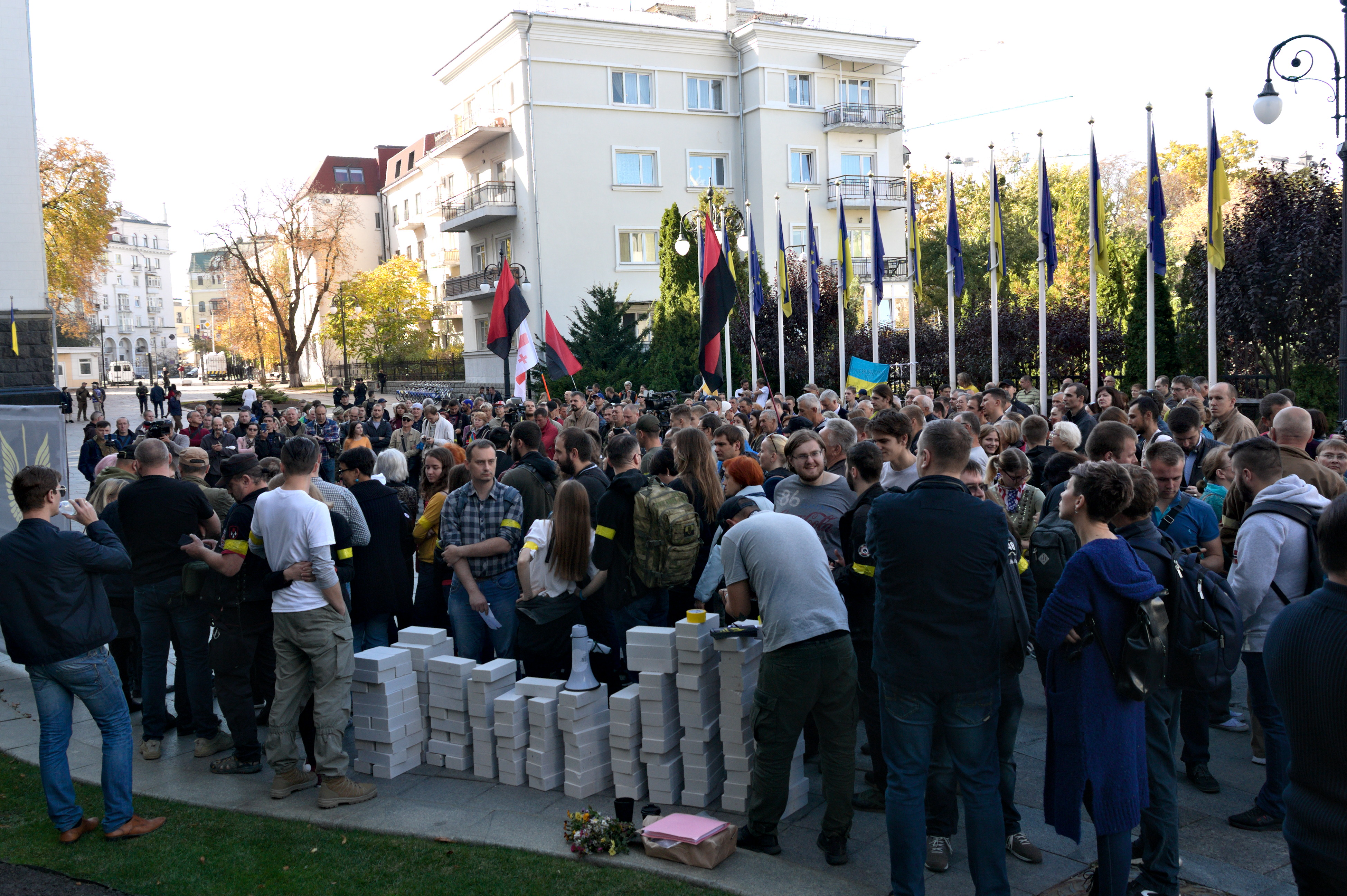
Акція протесту «Захисти українців Донбасу!».

14 жовтня 2019 року активісти Руху опору капітуляції провели акцію протесту проти відведення Збройних сил України з позицій на Донбасі. Активісти принесли під стіни Офісу президента 134 цеглини, які символізують населені пункти, що опиняться у «сірій зоні» після розведення військ на Донбасі.

#### Ні кроку назад!

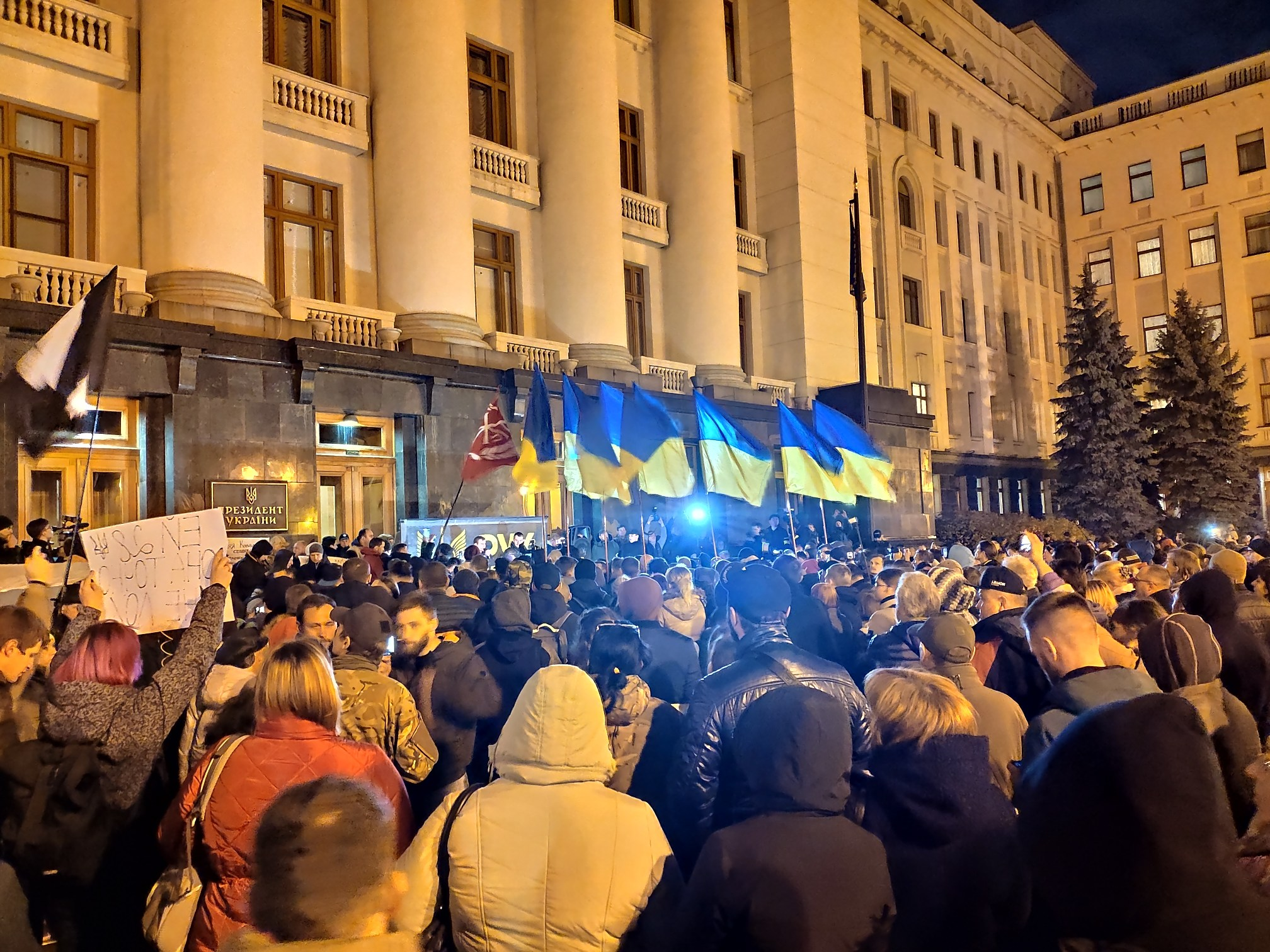
Акція протесту «Ні кроку назад!»

29 жовтня 2019 року активісти Руху опору капітуляції провели акцію протесту проти відведення Збройних сил України з позицій на Донбасі загалом, зокрема з сіл Богданівка та Петрівськоге.

#### Віче: Ми маємо гідність
21 листопада 2019 до Дня Гідності та Свободи Рух опору капітуляції провів віче на Майдані Незалежності «Ми маємо гідність!». На віче було присутньо близько 5000 людей.

#### Варта на Банковій
8 та 9 грудня 2019 Рух опору капітуляції провів акцію протесту «Варта на Банковій» з вимогою до президента Володимира Зеленського не допустити здачі національних інтересів держави на переговорах лідерів країн «Нормандського формату» в Парижі.

#### Зеленський, отямся— Росія ворог!
20 лютого 2020 року Рух опору капітуляції провів акцію протесту під Офісом Президента з нагоди річниці завершення Революції гідності і початку російської агресії проти України під назвою «Зеленський, отямся — Росія ворог!».

#### Народна люстрація ДБР
24 лютого 2020 року Рух опору капітуляції під стінами Державного бюро розслідувань провів акцію протесту з вимогами не призначати тимчасову виконувачку обов'язків директора Ірину Венедіктову керівником ДБР та звільнити її заступника Олександра Бабікова, а також з вимогою не скасовувати амністію для учасників Революції гідності.

#### Геть вірус зРади
17 березня 2020 року Рух опору капітуляції провів акцію протесту з вимогою щоб парламент пішов на політичний карантин через побоювання ухвалення на тлі пандемії коронавірусу рішень, на які не змогло б реагувати та впливати громадянське суспільство у зв'язку з карантином.

#### Рік Зеленського— рік реваншу
24 травня 2020 року Рух опору капітуляції провів акцію на Майдані Незалежності та в обласних центрах віч з нагоди річниці президентства Володимира Зеленського під назвою «Рік Зеленського — рік реваншу».

#### СтопШкарлет: регіонал, корупціонер, плагіатор
30 червня 2020 року Рух опору капітуляції виступив співорганізатором акції протесту «СтопШкарлет: регіонал, корупціонер, плагіатор» під Кабінетом Міністрів України. Вимогою акції було звільнення новопризначеного виконувача обов'язків міністра освіти Сергія Шкарлета. Після пікету Кабінету Міністрів студенти та активісти колоною вирушили до Офісу Президента.

#### Наша армія— миру гарант, а Росія— окупант

Акція протесту «Наша армія — миру гарант, а Росія — окупант». Колона протестувальників рухається вулицею Михайла Грушевського в Києві.

Акція протесту «Наша армія — миру гарант, а Росія — окупант»

27 липня 2020 року Рух опору капітуляції провів всеукраїнську акцію протесту на підтримку армії та проти демілітаризації на тлі «всеохопного» перемир'я. В Києві учасники акції протестували під Офісом Президента, а далі колоню через вулицю Михайла Грушевського пішли на Майдан. Рух опору капітуляції також висунув вимоги до Президента Володимира Зеленського звільнити з посад Андрія Єрмака, Руслана Демченка та Руслана Хомчака, а також відпустити підозрюваних у справі вбитого журналіста Павла Шеремета Юлію Кузьменко та Андрія Антоненка.

#### Прокурватура: совість— у розшуку!
10 серпня 2020 року Рух опору капітуляції разом з ініціативами «FreeRiff», «FreeDrKuzmenko» та Сергієм Стерненко провели акцію протесту під Генеральною прокуратурою України з вимогами відставки генерального прокурора Ірини Венедіктової, звільнення Андрія Антоненка і Юлії Кузьменко та закриття кримінальних справ проти них, Сергія Стерненка і Яни Дугарь, а також припинення політичних переслідувань в Україні.

#### Захисти Стуса / #FreeStus
16 серпня 2020 року Рух опору капітуляції провів акцію під Дарницьким районним судом на підтримку книги Вахтанга Кіпіані «Справа Василя Стуса», проти якої судиться Віктор Медведчук. Акцію підтримали виступами журналістка-шістдесятниця Маргарита Довгань та дисидент, член Української Гельсінської групи Василь Овсієнко, які особисто знали Стуса.

#### Здобудемо волю— відновимо право!
24 серпня на День незалежності України Рух опору капітуляції разом з «Основою майбутнього» та ініціативами «#FreeRiff» та «#FreedrKuzmenko» під час маршу Незалежності сформували колону «Здобудемо волю — відновимо право!». Після Маршу захисників учасники колони спочатку пішли до Офісу Президента, а потім до будівлі Офісу Генерального Прокурора України з метою домогтися припинення політичних переслідувань, звільнити Андрія Антоненка, закрити кримінальні провадження проти Андрія Антоненка, Юлії Кузьменко та Яни Дугарь. Активісти провели ніч під будівлею Офісу Генерального Прокурора України і назвали цю акцію «Нічна варта правди».

#### Виставка «Досить брехні!»
31 серпня 2020 року Рух опору капітуляції разом з «Основою майбутнього» та ініціативами «#FreeRiff» та «#FreedrKuzmenko» біля приміщення Міністерства юстиції у Києві провели виставку проти фальсифікації матеріалів щодо Андрія Антоненка, Юлі Кузьменко та Яни Дугарь у справі вбивства журналіста Павла Шеремета.

#### #Зашкварлет
1 вересня 2020 року Рух опору капітуляції разом зі студентськими органіаціями та освітянами провели акцію під Кабінетом міністрів України з вимогою відставки міністра освіти і науки Сергія Шкарлета.

#### РОК-інспекція реЗеденції в Конча-Заспі

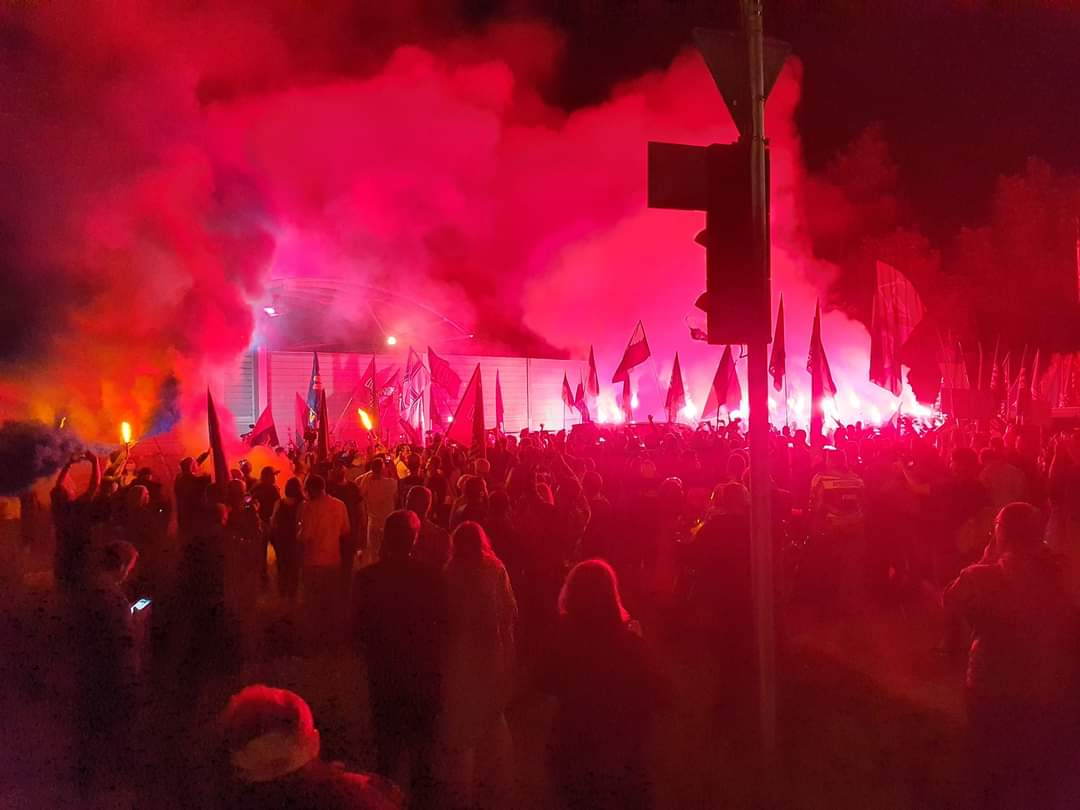
Акція протесту Руху опору капітуляції проти інспектування позицій ЗСУ представниками ОРДО «РОК-інспекція реЗеденції в Конча-Заспі»

10 вересня 2020 року Рух опору капітуляції організував автопробіг до резиденції Президента Володимира Зеленського у Конча-Заспі, де провів акцію протесту проти інспектування позицій Збройних сил України представниками ОРДО в районі Шумів. У заході взяли люди на близько 200 автомобілів та мотоциклів.

#### Правди не сховаєш
14 вересня 2020 року Рух опору капітуляції провів мітинг з вимогами створити тимчасову слідчу комісію Верховної Ради щодо розслідування фактів здачі національних інтересів та державної зради в діях посадових осіб у справі «вагнерівців», тимчасову слідчу комісію щодо фальсифікацій доказів у справі Андрія Антоненка, Юлі Кузьменко і Яни Дугарь, заслухати звіт міністрів оборони, закордонних справ, голови СБУ та командування ЗСУ щодо ситуації на фронті інспектуванням позицій ЗСУ представниками ОРДО та розглянути проєкт постанови Верховної Ради України про ліквідацію Окружного адміністративного суду міста Києва.

#### Бій за освіту!
3 жовтня 2020 року Рух опору капітуляції разом зі студентськими та громадськими організаціями провів акцію «Бій за освіту!» з вимогою відставки виконувача обов'язків міністра освіти і науки Сергія Шкарлета. У рамках акції учасники принесли гарбузи до Офісу Президента як символ незгоди з його призначенням.

### Українська доктрина безпеки та миру
31 жовтня 2019 року Рух опору капітуляції оприлюднив Доктрину безпеки та миру, яку розробила стратегічна рада Руху. Документ містить альтернативний до Мінських домовленостей план мирного врегулювання російсько-української війни та стратегічні напрямки забезпечення сталої безпеки України. Документ написали авторитетні українські науковці та дипломати, зокрема Володимир Василенко, Роман Безсмертний, В'ячеслав Брюховецький, Михайло Гончар, Йосиф Зісельс, Сергій Квіт, Данило Лубківський, Володимир Огризко.
Доктрина безпеки та миру складається з таких розділів:
- Кваліфікація збройної агресії Росії як тяжкого міжнародного злочину.
- Український план мирного врегулювання.
- Посилення міжнародних санкцій
- Консолідована претензія України до Росії.
- Стратегія для зміцнення обороноздатності Україні.

### Національний форум гідності
15 листопада 2019 року Рух опору капітуляції провів Національний форум гідності, в якому взяло участь понад 300 делегатів з усієї України. Мета форуму — узгодити спільну позицію щодо нинішніх загроз українському суверенітету та напрацювати практичні рекомендації до влади, що допоможуть уникнути капітуляції.